# 奇春蜓属
奇春蜓属（学名：Perissogomphus）为春蜓科的一个属。

## 下属物种
本属包括以下物种：
- 朝氏奇春蜓 Perissogomphus asahinai Zhu, Yang & Wu, 2007，朝日奈奇春蜓[2]
- 史蒂奇春蜓 Perissogomphus stevensi Laidlaw, 1922